# 胡利亞伊波萊區

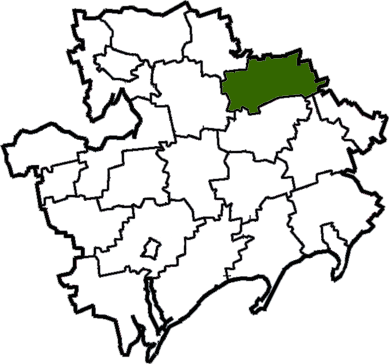
撤销前胡利亞伊波萊區在扎波羅熱州的位置

胡利亞伊波萊區（烏克蘭語：Гуляйпільський район）曾是烏克蘭東南部扎波羅熱州的一個區，行政中心为胡利亞伊波萊，面積1,300平方公里，2013年人口27,942人，人口密度每平方公里21.49人。
该区在2020年7月18日的乌克兰行政区划改革中被撤销，改革后扎波羅熱州下分为5个区，胡利亞伊波萊區合并至波洛希區。